# Mohamed Masmoudi
Pour les articles homonymes, voir Masmoudi (homonymie).
Mohamed Masmoudi (arabe : محمد المصمودي), né le 29 mai 1925 à Mahdia et mort le 7 novembre 2016 dans la même ville, est un homme politique tunisien.

## Biographie
Masmoudi effectue ses études au Collège Sadiki à Tunis. En 1949, il préside la fédération du parti du Néo-Destour en France. Il est nommé ministre d'État en 1954, dans le gouvernement de Tahar Ben Ammar, ce qui le conduit à négocier l'autonomie interne de la Tunisie vis-à-vis de la France décidée lors du discours de Carthage prononcé le 31 juillet par Pierre Mendès France qu'il connait depuis des années. En 1956, en tant que ministre de l'Économie, il est membre de la délégation tunisienne qui participe à la cérémonie qui met fin au protectorat français. Après l'indépendance de la Tunisie, il siège au bureau politique du Néo-Destour et occupe un certain nombre de postes.
Il est ambassadeur à Paris lors de la rupture des relations diplomatiques entre la France et la Tunisie qui fait suite au bombardement de Sakiet Sidi Youssef le 8 février 1958. Avant de quitter le sol français, Masmoudi se rendra à Colombey les Deux Églises afin de s'entretenir avec Charles de Gaulle. 
Il est secrétaire d'État à l'Information du 30 décembre 1958 au 7 octobre 1961 et au Tourisme du 31 décembre 1960 au 7 octobre 1961. Il se rapproche de l'équipe de l'hebdomadaire Action (devenu plus tard Afrique Action), notamment Béchir Ben Yahmed ou Mohamed Ben Smaïl. Mais, en 1958 et en 1961, il est limogé en raison des positions adoptées par le journal et jugées critiques à propos du procès de Tahar Ben Ammar et du « pouvoir personnel » du président Habib Bourguiba.
Le 13 février 1965, il remplace Hassen Belkhodja au poste d'ambassadeur de Tunisie en France. Il occupe ce poste jusqu'au 12 juin 1970, date à laquelle il est nommé ministre des Affaires étrangères en remplacement de Habib Bourguiba Jr., le fils du président Bourguiba, qui devient ministre de la Justice.
Masmoudi devient alors l'un des instigateurs du projet avorté d'union tuniso-libyenne en 1974, qui devait unifier les deux pays. Principal membre du gouvernement tunisien à soutenir cette union car elle aurait été selon lui bénéfique pour l'économie tunisienne, il en aurait été vice-Premier ministre si le projet avait été mené à bien. Étant donné l'échec auquel mène ce projet, le président Bourguiba le destitue de ses fonctions le 14 janvier de la même année, le remplace alors par Habib Chatti.
En 1977, Masmoudi publie Les Arabes dans la tempête édité aux éditions Jean-Claude Simoën. Il y écrit notamment une longue lettre ouverte à Bourguiba.
Il occupe aussi la fonction de maire de sa ville natale, Mahdia.
En 2010, il réside aux Émirats arabes unis.

## Décorations
- Grand-cordon de l'Ordre de la République tunisienne[11].